# Дружная (Алтайский край)
Дружная — упразднённая деревня в Тальменском районе Алтайского края России. Входила в состав Зайцевского сельсовета. Не позже 1980 года включена в состав села Зайцево и исключена из учётных данных.

## География
Деревня располагалась на левом берегу реки Чумыш, ныне представляет собой юго-западную часть села Зайцево.

## История
Основана в 1776 г.
Постановлением НКВД от 30.03.1921 года деревня Дрянная (она же Дрянова) Тальменской волости Барнаульского уезда Алтайской губернии переименована в Дружную.
В 1928 году деревня состояла из 192 хозяйств. В административном отношении являлась центром Дружненского сельсовета Тальменского района Барнаульского округа Сибирского края.

## Население
По переписи 1926 г. в деревне проживало 820 человек, в том числе 387 мужчин и 433 женщины. В основном — русские.